# Czesław Borys Jankowski
Czesław Borys Wiktoriusz Jankowski (ur. 21 maja 1861 w Warszawie, zm. 7 grudnia 1941 w Sceaux) – polski artysta malarz, rysownik-ilustrator; brat Edmunda, pomologa.

## Życiorys
W latach 1880–1 odbył studia artystyczne w warszawskiej Szkole Rysunkowej pod kierunkiem Wojciecha Gersona i Elwira Andriollego. W 1885 roku wyjechał do Krakowa, gdzie zajął się ilustrowaniem utworów K. Brodzińskiego, J.I. Kraszewskiego, S. Przybyszewskiego i H. Sienkiewicza. W 1887 roku został nagrodzony przez Towarzystwo Przyjaciół Sztuk Pięknych za akwarelę U podnórza sztuki. W 1889 roku wyjechał do Paryża, gdzie pracował jako stały ilustrator paryskiego czasopisma „L'Illustration”; swoje rysunki zamieszczał także w czasopismach angielskich („The Graphic”, „The Illustrated London News”), niemieckich („Illustrirte Zeitung”) i polskich („Tygodnik Ilustrowany”). Był wielokrotnie nagradzany; w 1902 roku na międzynarodowej wystawie w Aix-en-Provence za obraz Przychodzę, w 1903 roku na wystawie w Bordeaux i na wystawie w Marsylii, następnie na międzynarodowej wystawie w Lorient. W 1930 roku otrzymał odznaczenie - Légion d'honneur. Zmarł 7 grudnia 1941 roku w Sceaux we Francji.

## Twórczość artystyczna
Jankowski malował obrazy przeważnie o treści religijnej i symbolicznej (Idę, Przeznaczenie), czasami rodzajowe (Rybacy, Tragarze, Robotnik przy pracy).
Pod wpływem Andriollego zainteresował się ilustracją; przez wiele lat współpracował z warszawskimi czasopismami: „Tygodnikiem Ilustrowanym”, „Kłosami”, „Biesiadą Literacką” i „Tygodnikiem Powszechnym”. Ilustrował także książki: Dziady A. Mickiewicza, Potop H. Sienkiewicza